# Beheading St. Valentine
Beheading St. Valentine is de vijftiende aflevering van het negende seizoen van het tienerdrama Beverly Hills, 90210, die voor het eerst werd uitgezonden op 10 februari 1999.

## Plot
Kelly weet niet hoe zij op het nieuws moet reageren dat Matt getrouwd is met Lauren, en dat zij ineens weer in zijn leven is. Matt legt uit dat zij ernstige psychische problemen heeft gehad met schizofrenie en dat zij nu met medicijnen weer normaal is. Kelly gaat toch akkoord dat Matt haar in zijn huis wil halen omdat een hotel in de prijzen gaat lopen. Matt heeft het ook moeilijk met deze situatie omdat hij ook van Kelly houdt en hier niet voor gekozen heeft maar hij kan zijn vrouw ook niet in de steek laten. Lauren zoekt Kelly op met de vraag of Kelly hun een kans wil geven wat Kelly moeilijk vindt maar Kelly besluit Matt te verlaten om hun huwelijk een kans te geven.
De relatie tussen Dylan en Gina wordt steeds intiemer en Dylan is eigenlijk alleen maar geïnteresseerd in haar lichaam en Gina wil eigenlijk ook een geestelijke relatie, dit resulteert in diverse discussies tussen hen. Ondertussen vindt Donna oude foto’s waarop Noah en Gina knuffelend opstaan en zij wil uitleg van Noah, die beweert dat deze foto’s gemaakt zijn toen zij in een moeilijke tijd zaten en Noah dronken werd toen hij met Gina op de foto ging. Donna vindt het moeilijk te accepteren maar kiest uiteindelijk toch voor om hem te vergeven.
Steve wil in zijn krant elke week een nieuwe bikinimodel plaatsen, Janet is hier niet enthousiast over en laat dit ook merken. Later is Janet de rug van Steve aan het insmeren met zonnebrandcrème en dan ziet zij een rare moedervlek op zijn rug en vraagt bezorgd aan Steve of hij hier na wil laten kijken door een arts. De arts vertelt hem dat veel tijd onder de zonnebank schadelijk kan zijn en huidkanker kan veroorzaken. Steve schiet meteen in de stress en wil hier alles over lezen terwijl hij wacht op de uitslag van de biopsie. Later krijgt hij de uitslag en het blijkt een goedaardig gezwel te zijn en dat er dus niets aan de hand is.
David is uitgenodigd op een feest van het radiostation waar hij werkt en moet een afspraakje meenemen. Nu hij vrijgezel is vraagt hij Donna om hem te vergezellen naar het feest, zij gaat akkoord en gaat met hem mee en het blijkt dat er nog steeds een klik tussen hen is. Als David en Donna afscheid nemen dan kussen zij ineens elkaar.

## Rolverdeling
- Jennie Garth - Kelly Taylor
- Ian Ziering - Steve Sanders
- Brian Austin Green - David Silver
- Tori Spelling - Donna Martin
- Luke Perry - Dylan McKay
- Joe E. Tata - Nat Bussichio
- Lindsay Price - Janet Sosna
- Daniel Cosgrove - Matt Durning
- Vanessa Marcil - Gina Kincaid
- Vincent Young - Noah Hunter
- Cari Shayne - Lauren Durning
- Bernie Kopell - Dr. Beldon
- John Simon Jones - Billy
- Julie St. Claire - Sharon